# Chrząstów (gmina)
Chrząstów – dawna gmina wiejska istniejąca do 1954 roku w woj. kieleckim. Siedzibą władz gminy był Chrząstów (od 1960 dzielnica Koniecpola). 
W okresie międzywojennym gmina Chrząstów należała do powiatu włoszczowskiego w woj. kieleckim. Po wojnie gmina zachowała przynależność administracyjną. Według stanu z dnia 1 lipca 1952 roku gmina składała się z 14 gromad: Aleksandrów, Chrząstów, Dąbie, Kuczków, Kuźnica Grodziska, Kuźnica Wąsowska, Niwa, Oblasy, Piaski, Rudniki, Teresów, Wólka, Załęże i Zaróg.
Jednostka została zniesiona 29 września 1954 roku wraz z reformą wprowadzającą gromady w miejsce gmin. Po reaktywowaniu gmin z dniem 1 stycznia 1973 roku gminy Chrząstów nie przywrócono, a jej dawny obszar wszedł głównie w skład gmin Koniecpol i Secemin w tymże powiecie i województwie (obecnie część tych terenów należy do powiatu częstochowskiego w woj. śląskim).